# Heteroclytomorpha punctata
Heteroclytomorpha punctata är en skalbaggsart som beskrevs av Charles Joseph Gahan 1888. Heteroclytomorpha punctata ingår i släktet Heteroclytomorpha och familjen långhorningar. Artens utbredningsområde är Salomonöarna.